# トライネーションズ2020
トライネーションズ2021（2020 Tri Nations）は、2020年10月から12月にかけて開催された 南半球3か国のナショナルチームによる大会である。新型コロナウイルス感染症の世界的流行により「ザ・ラグビーチャンピオンシップ（The Rugby Championship）」は南アフリカ共和国が不参加のため中止され、その代わりに開催された。主催はSANZAAR。

## 概要
出典
相手国2チームと2試合ずつ、計4試合を行い、勝ち点で順位を決める。
新型コロナウイルス感染症の世界的流行により、南アフリカ共和国代表は、南アフリカ政府による渡航制限および選手の安全上の懸念から、当初予定されていた「ザ・ラグビーチャンピオンシップ2020」からの撤退を発表。3か国となったため、9年ぶりに大会名を「トライネーションズ」に戻しての開催となった。
新型コロナウイルス感染症の流行の影響は続き、例年よりも遅い開催時期とし、1ラウンド（1週）につき1試合のみ実施。
2020年9月には全試合をオーストラリアで開催することが発表された。感染症対策としての隔離措置から、全審判員はオーストラリア協会とニュージーランド協会が担当し、自国のチームが出場する試合のレフリーも担当することになった。

## 戦績
出典
| 順位 | 国               | 勝敗   | 勝敗 | 勝敗     | 勝敗 | 得点 | 得点 | 得点     | 3トライ差以上を獲得 ボーナス ポイント | 7点差以内の敗戦 ボーナス ポイント | 勝ち点 合計 |
| 順位 | 国               | 試合数 | 勝ち | 引き分け | 負け | 得点 | 失点 | 得失点差 | 3トライ差以上を獲得 ボーナス ポイント | 7点差以内の敗戦 ボーナス ポイント | 勝ち点 合計 |
| ---- | ---------------- | ------ | ---- | -------- | ---- | ---- | ---- | -------- | ------------------------------------- | --------------------------------- | ----------- |
| 1    | ニュージーランド | 4      | 2    | 0        | 2    | 118  | 54   | +64      | 2                                     | 1                                 | 11          |
| 2    | アルゼンチン     | 4      | 1    | 2        | 1    | 56   | 84   | –28      | 0                                     | 0                                 | 8           |
| 3    | オーストラリア   | 4      | 1    | 2        | 1    | 60   | 96   | -36      | 0                                     | 0                                 | 8           |

勝ち点の合計で優勝を競う。勝ち4点、引き分け2点、負け0点。相手より3トライ以上多く獲得で1点、7点差以内の負けで1点。

### 優勝・2国間トロフィー
| 優勝                 | ニュージーランド | 17回目 | 1996年トライネイションズからの通算             |                                            |
| ブレディスローカップ | ニュージーランド |        | オーストラリアとニュージーランドとの対戦の勝者 | 4試合で競う。2020年10月31日に決定          |
| ピューマトロフィー   | オーストラリア   |        | アルゼンチンとオーストラリアとの対戦の勝者     | 2試合とも同点で引き分けで2020年12月5日決定 |
| ウドゥン・スプーン   | オーストラリア   |        | 最下位に与えられる不名誉な称号                 |                                            |

## 対戦詳細

### 第1試合
| 2020年10月31日 19:45 AEDT (UTC+11) | オーストラリア        | 5–43     | ニュージーランド (1 BP) | スタジアム・オーストラリア, シドニー, オーストラリア 観客数: 25,689人 レフリー: ベン・オキーフ (ニュージーランド) |
| 2020年10月31日 19:45 AEDT (UTC+11) | トライ: Lolesio 42' m | レポート | トライ: タアイナカアフェ 5' c モウンガ (2) 22' m, 26' c コールズ 30' c Rイオアネ 71' c Jバレット 73' c コンバート: モウンガ (5/6) 6', 27', 31', 72', 74' PK: モウンガ (1/1) 59' | スタジアム・オーストラリア, シドニー, オーストラリア 観客数: 25,689人 レフリー: ベン・オキーフ (ニュージーランド) |

Notes:
- この年のブレディスローカップは4試合で競われ、大会前、すでに2試合行われていた（ニュージーランドの1勝1引き分け）。この試合で、ニュージーランドは「2勝1引き分け」となり 勝ち越し、ブレディスローカップを18回連続で防衛した[9]。
- ニュージーランドはオーストラリアに対して1996年に記録した37点差を上回り、最大の得失点差を記録した。

### 第2試合
| 2020年11月7日 19:45 AEDT (UTC+11) | オーストラリア                                                                                      | 24–22    | ニュージーランド (1 BP)                                                                                           | サンコープ・スタジアム, ブリスベン, オーストラリア 観客数: 36,000人 レフリー: Nic Berry (オーストラリア) |
| 2020年11月7日 19:45 AEDT (UTC+11) | トライ: ライト 2' m トゥポウ 74' c コンバート: ホッジ (1/2) 76' PK: ホッジ (4/5) 21', 49', 58', 69' | レポート | トライ: Rイオアネ 9' m テイラー 51' c ヴァアイ 79' c コンバート: Jバレット (2/3) 52', 79' PK: Jバレット (1/1) 33' | サンコープ・スタジアム, ブリスベン, オーストラリア 観客数: 36,000人 レフリー: Nic Berry (オーストラリア) |

Notes:
- オーストラリアとニュージーランドは2020年に4回目の対戦となり、2010年のブレディスローカップでの4回以来、両国間の年間最多試合数となった。

### 第3試合
| 2020年11月14日 17:10 AEDT (UTC+11) | ニュージーランド                                                                            | 15–25    | アルゼンチン                                                                                               | ウェスタン・シドニー・スタジアム, シドニー, オーストラリア 観客数: 9,063人 レフリー: アンガス・ガードナー (オーストラリア) |
| 2020年11月14日 17:10 AEDT (UTC+11) | トライ: ケイン 53' c クラーク 80+1' m コンバート: モウンガ (1/2) 54' PK: モウンガ (1/1) 11' | レポート | トライ: サンチェス 19' c コンバート: サンチェス (1/1) 20' PK: サンチェス (6/7) 5', 26', 33', 48', 57', 77' | ウェスタン・シドニー・スタジアム, シドニー, オーストラリア 観客数: 9,063人 レフリー: アンガス・ガードナー (オーストラリア) |

Notes:
- ニュージーランドは2011年以来初めて連敗した。
- ニコラス・サンチェスは、ニュージーランドとの1試合でアルゼンチンの最多得点を記録。

### 第4試合
| 2020年11月21日 19:45 AEDT (UTC+11) | アルゼンチン                                | 15–15    | オーストラリア                            | ニューカッスル国際スポーツセンター, ニューカッスル, オーストラリア 観客数: 11,749人 レフリー: Paul Williams (ニュージーランド) |
| 2020年11月21日 19:45 AEDT (UTC+11) | PK: サンチェス (5/6) 6', 32', 64', 68', 71' | レポート | PK: ホッジ (5/6) 4', 36', 41'+4, 45', 57' | ニューカッスル国際スポーツセンター, ニューカッスル, オーストラリア 観客数: 11,749人 レフリー: Paul Williams (ニュージーランド) |

Notes:
- 1987年に19対19で引き分けて以来、両チームにとって初めての引き分け。

### 第5試合
| 2020年11月28日 19:45 AEDT (UTC+11) | アルゼンチン | 0–38     | ニュージーランド (1 BP) | ニューカッスル国際スポーツセンター, ニューカッスル, オーストラリア 観客数: 10,104人 レフリー: ニック・ベリー (オーストラリア) |
| 2020年11月28日 19:45 AEDT (UTC+11) |              | レポート | トライ: コールズ 12' c サヴェア 53' c ジョーダン (2) 67' c, 70' c トゥイプロトゥ 80+4' c コンバート: モウンガ (5/5) 13', 53', 69', 71', 80+5' PK: モウンガ (1/2) 17' | ニューカッスル国際スポーツセンター, ニューカッスル, オーストラリア 観客数: 10,104人 レフリー: ニック・ベリー (オーストラリア) |

Notes:
- ニュージーランドは初めてアルゼンチンを無得点に抑えた。

### 第6試合
| 2020年12月5日 19:45 AEDT (UTC+11) | オーストラリア                                                                       | 16–16    | アルゼンチン                                                                                       | ウェスタン・シドニー・スタジアム, シドニー, オーストラリア 観客数: 10,000人 レフリー: アンガス・ガードナー (オーストラリア) |
| 2020年12月5日 19:45 AEDT (UTC+11) | トライ: フーパー 67' c コンバート: ホッジ (1/1) 68' PK: ホッジ (3/4) 16', 41+2', 51' | レポート | トライ: デルグイ 34' c コンバート: Miotti (1/1) 36' PK: サンチェス (1/1) 18' Miotti (2/2) 30', 61' | ウェスタン・シドニー・スタジアム, シドニー, オーストラリア 観客数: 10,000人 レフリー: アンガス・ガードナー (オーストラリア) |

Notes:
- オーストラリアはピューマトロフィーを防衛した。

## 放送
- WOWOW - 「南半球3カ国対抗戦 トライネーションズ2020」[10]